# PGN FSRU Lampung
PGN FSRU Lampung – плавуча установка з регазифікації та зберігання зрідженого природного газу (ЗПГ), створена на замовлення норвезької компанії Höegh.
Судно спорудили у 2014 році на південнокорейській верфі  Hyundai Heavy Industries в Ульсані. Розміщена його борту регазифікаційна установка здатна видавати 6,8 млн м3 на добу, а зберігання ЗПГ відбувається у резервуарах загальним об’ємом 170 000 м3.
Ще на етапі спорудження судно було зафрахтоване компанією PT Perusahaan Gas Negara (PGN) на 20 років для роботи на індонезійському терміналі Лампунг (острів Суматра). В 2021 році PGN оголосила про наміри звернутись до арбітражу із вимогою про розірвання контракту.